# Новинка (Омська область)
Новинка (рос. Новинка) — присілок у Азовському німецькому національному районі Омської області Російської Федерації.
Належить до муніципального утворення Сосновське сільське поселення. Населення становить 224 особи.

## Історія
Згідно із законом від 30 липня 2004 року органом місцевого самоврядування є Сосновське сільське поселення.

## Населення
| 1897 | 1911 | 1920 | 1926 | 1939 | 1959 | 1970 |
| ---- | ---- | ---- | ---- | ---- | ---- | ---- |
| 236  | ↗532 | ↗737 | ↘584 | ↗753 | ↘331 | ↘267 |
| 1979 | 1989 | 2002 | 2006 | 2010 | 2013 | 2014 |
| ↘202 | ↘190 | ↘183 | ↘174 | ↘167 | ↗207 | ↗224 |